# 高松市立山田中学校
高松市立山田中学校（たかまつしりつ やまだちゅうがっこう）は、香川県高松市川島東町にある市立中学校。

## 概要
高松市南東部の郊外地域に位置する中学校である。

## 歴史
1957年（昭和32年）4月1日、山田町立川島中学校、町立十河中学校、町立東植田中学校、町立植田中学校を統合し開校した。この4中学校は2年前の1955年（昭和30年）4月1日に山田町として新設合併した旧川島町、旧十河村、旧東植田村、旧西植田村の旧町村立中学校で、4町村の山田町への合併を機に統合が検討された。そして、山田町立山田中学校発足から9年後の1966年（昭和41年）7月1日には山田町が高松市へ合併し、それに伴い校名も高松市立山田中学校に改称された。

### 年表
- 1957年（昭和32年）4月1日 - 山田町立山田中学校として開校。
- 1966年（昭和41年）7月1日 - 高松市立山田中学校と改称。
- 1971年（昭和46年）12月 - プール竣工。
- 2004年（平成16年）4月1日 - 高松市立小中学校全校で3学期制を廃して2学期制を導入。

## 学校データ

### 生徒数
- 生徒数：620人（2011年度[1]）

### 全校生徒数の推移
山田中学校の生徒数は減少傾向にある。
- 1999年度：734人
- 2000年度：715人（-19人）
- 2001年度：686人（-29人）
- 2002年度：700人（+14人）
- 2003年度：670人（-30人）
- 2004年度：687人（+17人）
- 2005年度：663人（-24人）
- 2006年度：664人（+1人）
- 2007年度：660人（-4人）
- 2008年度：677人（+17人）
- 2009年度：663人（-14人）
- 2010年度：632人（-31人）
- 2011年度：620人（-12人）

### 学校施設（2010年5月1日時点）[1]
- 普通教室：22教室
- 特別教室：17教室
- 校舎面積：5152m2
- 体育館面積：804m2

### 服装規定
- 制服：あり（通年必用）
- 防寒着：あり[4]

## 教育目標
人間尊重の理念に徹し、主体的に徳・知・体の調和と伸長を図り、豊かな人間形成を自らめざす生徒を育成する。

### 生徒像
- 豊かな心を持つ生徒。
- 自らの生き方、進路を考え、実践できる生徒。
- 主体的に学習や運動に取り組む生徒。
- けじめがあり、きまりを守る生徒。

## 通学区域
通学区域は高松市川島地区、十河地区、西植田地区及び東植田地区の全域。
- 高松市
  - 川島本町
  - 川島東町
  - 由良町
  - 十川東町
  - 十川西町
  - 亀田南町
  - 小村町
  - 西植田町
  - 池田町
  - 東植田町
  - 菅沢町

## 進学前小学校
- 高松市立川島小学校
- 高松市立十河小学校
- 高松市立植田小学校
- 高松市立東植田小学校
  - 菅沢分校

## 校区内の主な施設
- 香川県道10号高松長尾大内線（さぬき東街道）
- 公渕森林公園
- 東洋テックス高松配送センター
- フジグラン十川
- マルナカ川島店

## 交通アクセス
- ことでんバスサンメッセ・川島・西植田線 「川西」バス停より徒歩で約12分（1.0km）。

### 香川県・高松市の市立中学校一覧
- 香川県中学校一覧
- 川島 (高松市)
- 十河 (高松市)
- 西植田
- 東植田

### 隣接する市立中学校
- 高松市立協和中学校
- 高松市立龍雲中学校
- 高松市立塩江中学校
- 高松市立香川第一中学校
- 三木町立三木中学校